# Liechtenstein Museum
Il Liechtenstein Museum (Museo Liechtenstein) è una pinacoteca di Vienna. Nella sua forma attuale è stato aperto il 29 marzo 2004. Nelle sale del museo viene presentata la collezione privata del Casato di Liechtenstein, una delle più grandi collezioni private del mondo.

## Sede
Il Museo Liechtenstein ha sede nell'omonimo Palazzo Liechtenstein, un palazzo barocco che si trova in Fürstengasse 1, nel distretto di Alsergrund. Il palazzo fu costruito per volontà del principe Giovanni Adamo I di Liechtenstein, che ne commissionò il progetto e la realizzazione all'architetto italiano Domenico Egidio Rossi.

## Opere principali
Il museo spazia dal Rinascimento al periodo Biedermeier, e contiene opere di autori come Giovanni Baronzio, Andrea Mantegna, Marco Palmezzano, Raffaello (Ritratto virile del Liechtenstein, 1503-1504), Lucas Cranach (Sant'Eustachio, 1515 circa), Peter Paul Rubens, Paris Bordon, Francesco Hayez (Consiglio alla vendetta).